# 吉兰泰盐湖
吉兰泰盐湖也作吉兰泰达布斯，是一个位于中国内蒙古自治区阿拉善盟的盐湖，面积约为40.35平方千米，属于蒙新高原区。它的一级流域为内流区诸河，二级流域为河西走廊－阿拉善河内流区。吉兰泰镇因此盐湖得名，位于阿拉善盟首府巴彦浩特镇以北102公里。「吉蘭泰」為蒙古語「六十個」之意，因相傳此地過去有六十戶人家而得名。「达布斯」為蒙古語「盐」之意。
吉兰泰盐湖总面积120平方公里，盐层覆盖面积60平方公里，整个盐湖呈椭圆形盆地，盐层平均厚度3-5米，最厚达5.94米，总储量一亿一千四百多万吨，这里出产的食盐通称“吉盐”，以颗粒大、杂质少、味道浓等特点闻名。盐卤中除含量最多的氯化钠以外还含氯化镁、氯化钾、硫酸钠、硫酸钙等成份。

## 吉兰泰盐
清乾隆元年（1736年），吉兰泰盐湖开始作为盐池开采。该盐湖原系阿拉善旗亲王的产业，中共建政後于1950年收归国有，1953年成立国有吉兰泰盐场，1975年建成中国第一座机械化湖盐场，1986年建成年产5万吨的真空精盐生产分厂，结束了内蒙古自治区人民长期食用原盐的历史。1990年建成船采船运短水输生产工艺，1997年後改制为内蒙古吉兰泰盐化集团、吉兰泰盐化股份有限公司，所产“银湖”牌精制盐为内蒙古名牌产品。2004年，阿拉善盟确立了把吉兰泰建成全国最大的盐化工业基地的构想。2005年，吉兰泰盐化集团公司整体划转中国盐业总公司。

## 交通
- 吉兰泰铁路